# Бой при Нисибисе (541)
Бой при Нисибисе (перс. نبرد نصیبین (۵۴۱)) — один из боёв начального периода ирано-византийской войны 541—562 гг., произошедший возле крепости Нисибис в Месопотамии.
В 541 году византийский император Юстиниан I назначил полководца Велизария командующим кампанией против сасанидского Ирана. Последний выступил из Дары вместе со своими остготскими контингентами и арабскими союзниками Гассанидами. Прибыв в район персидской крепости Нисибис, Велизарий разместил свои войска на значительном расстоянии от укрепленного города. Он надеялся втянуть сасанидский гарнизон, бывший под командованием Набеда, в бой вдали от городских стен и, разгромив его, захватить незащищенный город. 
Ближе к городу были расположены отряды военачальников Петра и Иоанна Троглиты. Велизарий предупредил Петра, что, гарнизон может сделать вылазку во время обеда. Петр проигнорировал это, и в полдень, когда его люди разошлись на обед, «сняли с себя доспехи и, не обращая внимания на неприятелей, начали бродить безо всякого порядка», персы совершили неожиданный набег и разбили его отряд, захватив штандарт военачальника. Подкрепления, отправленные Велизарием, атаковали противника. «Первыми на них бросились густыми рядами готы, вооруженные длинными копьями», но персы не оказали упорного сопротивления и, потеряв всего 150 человек, быстро отступили в город. «На следующий день персы на одной из своих башен выставили в качестве трофея знамя Петра, и, повесив на него колбасы, со смехом издевались над неприятелем. Тем не менее выходить наружу они больше не отважились, но тщательно охраняли город». 
Велизарий не стал упорствовать в осаде Нисибиса и вместо этого начал осаду Сисауранона, близлежащей пограничной крепости. Через непродолжительное время гарнизон крепости сдался и перешёл на сторону византийцев. Изнуряющая жара Месопотамии вызвала серьезные заболевания в римском лагере, что заставило Велизария остановить кампанию.